# Ducati Superbike
 (novembre 2022).
Si vous disposez d'ouvrages ou d'articles de référence ou si vous connaissez des sites web de qualité traitant du thème abordé ici, merci de compléter l'article en donnant les références utiles à sa vérifiabilité et en les liant à la section « Notes et références ».

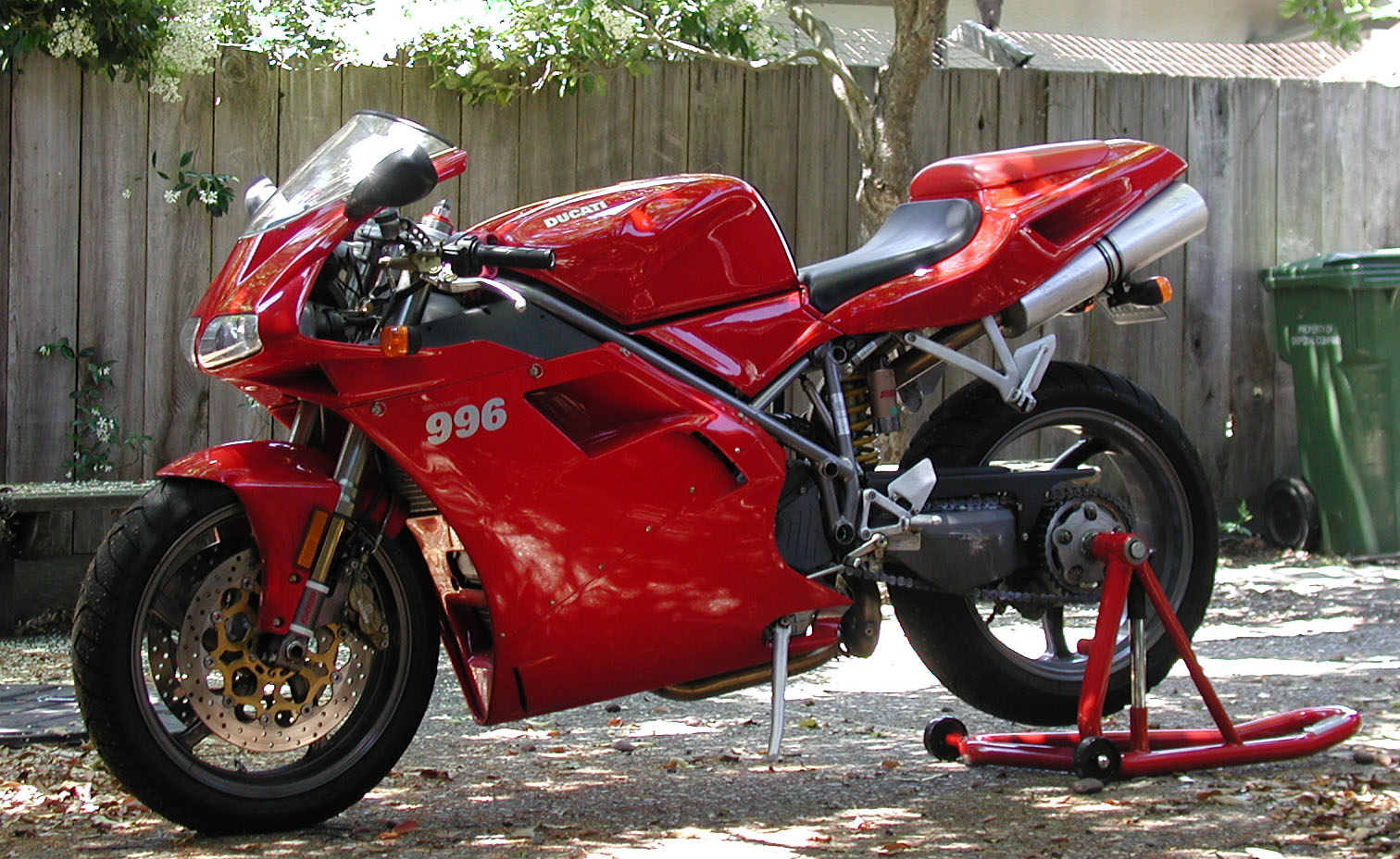
Une Ducati 996.

Ducati Superbike est une gamme de motocyclette de type sportive produite par le constructeur Italien Ducati.
Cette catégorie a été créée après le passage de Ducati dans le giron de Cagiva en 1987.

## Description
La gamme débute avec la présentation de la 851 équipée du nouveau moteur desmoquattro, remplacée par la 888 en 1991. Elle continue avec la 916 et sa petite sœur la 748, puis les 996 et 998.
Au début des années 2000, les 749 et 999 prennent le flambeau. Elles sont chargées, comme leurs ainées, de défendre la marque aux épreuves de Superbike ou de Supersport. Mais ces modèles ne font pas l'unanimité, en raison d'une esthétique trop différente de leurs ancêtres.
Fin 2006, Ducati annonce la sortie de la remplaçante de la 999, la 1098. Il faudra attendre l'année suivante pour découvrir la remplaçante de la 749 : la 848. La Ducati 1098 est remplacée deux ans plus tard par la 1198, reprenant le moteur de la 1098R.
Fin 2011, lors du salon de la moto de Milan, Ducati annonce la sortie de la remplaçante de la 1198, la 1199 Panigale.